# URSS a la Copa del Món de futbol
Aquest és el registre dels resultats de l'URSS a la Copa del Món. La Unió Soviètica no va guanyar mai el campionat.

## Resum d'actuacions
Campions      Finalistes      Tercers      Quarts
| Historial a la Copa del Món | Historial a la Copa del Món                                                 | Historial a la Copa del Món                                                 | Historial a la Copa del Món                                                 | Historial a la Copa del Món                                                 | Historial a la Copa del Món                                                 | Historial a la Copa del Món                                                 | Historial a la Copa del Món                                                 | Historial a la Copa del Món                                                 |
| Edició                      | Ronda                                                                       | Posició                                                                     | PJ                                                                          | PG                                                                          | PE                                                                          | PP                                                                          | GF                                                                          | GC                                                                          |
| --------------------------- | --------------------------------------------------------------------------- | --------------------------------------------------------------------------- | --------------------------------------------------------------------------- | --------------------------------------------------------------------------- | --------------------------------------------------------------------------- | --------------------------------------------------------------------------- | --------------------------------------------------------------------------- | --------------------------------------------------------------------------- |
| 1930                        | No hi participà                                                             | No hi participà                                                             | No hi participà                                                             | No hi participà                                                             | No hi participà                                                             | No hi participà                                                             | No hi participà                                                             | No hi participà                                                             |
| 1934                        | No hi participà                                                             | No hi participà                                                             | No hi participà                                                             | No hi participà                                                             | No hi participà                                                             | No hi participà                                                             | No hi participà                                                             | No hi participà                                                             |
| 1938                        | No hi participà                                                             | No hi participà                                                             | No hi participà                                                             | No hi participà                                                             | No hi participà                                                             | No hi participà                                                             | No hi participà                                                             | No hi participà                                                             |
| 1950                        | No hi participà                                                             | No hi participà                                                             | No hi participà                                                             | No hi participà                                                             | No hi participà                                                             | No hi participà                                                             | No hi participà                                                             | No hi participà                                                             |
| 1954                        | No hi participà                                                             | No hi participà                                                             | No hi participà                                                             | No hi participà                                                             | No hi participà                                                             | No hi participà                                                             | No hi participà                                                             | No hi participà                                                             |
| 1958                        | Quarts de final                                                             | 7s                                                                          | 5                                                                           | 2                                                                           | 1                                                                           | 2                                                                           | 5                                                                           | 6                                                                           |
| 1962                        | Quarts de final                                                             | 6s                                                                          | 4                                                                           | 2                                                                           | 1                                                                           | 1                                                                           | 9                                                                           | 7                                                                           |
| 1966                        | Quart lloc                                                                  | 4s                                                                          | 6                                                                           | 4                                                                           | 0                                                                           | 2                                                                           | 10                                                                          | 6                                                                           |
| 1970                        | Quarts de final                                                             | 5s                                                                          | 4                                                                           | 2                                                                           | 1                                                                           | 1                                                                           | 6                                                                           | 2                                                                           |
| 1974                        | Desqualificat per refusar de viatjar a Xile després del cop d'estat de 1973 | Desqualificat per refusar de viatjar a Xile després del cop d'estat de 1973 | Desqualificat per refusar de viatjar a Xile després del cop d'estat de 1973 | Desqualificat per refusar de viatjar a Xile després del cop d'estat de 1973 | Desqualificat per refusar de viatjar a Xile després del cop d'estat de 1973 | Desqualificat per refusar de viatjar a Xile després del cop d'estat de 1973 | Desqualificat per refusar de viatjar a Xile després del cop d'estat de 1973 | Desqualificat per refusar de viatjar a Xile després del cop d'estat de 1973 |
| 1978                        | No es classificà                                                            | No es classificà                                                            | No es classificà                                                            | No es classificà                                                            | No es classificà                                                            | No es classificà                                                            | No es classificà                                                            | No es classificà                                                            |
| 1982                        | Segona fase                                                                 | 7s                                                                          | 5                                                                           | 2                                                                           | 2                                                                           | 1                                                                           | 7                                                                           | 4                                                                           |
| 1986                        | Vuitens de final                                                            | 10s                                                                         | 4                                                                           | 2                                                                           | 1                                                                           | 1                                                                           | 12                                                                          | 5                                                                           |
| 1990                        | Primera fase                                                                | 17s                                                                         | 3                                                                           | 1                                                                           | 0                                                                           | 2                                                                           | 4                                                                           | 4                                                                           |
| Total                       | Quart lloc                                                                  | Quart lloc                                                                  | 31                                                                          | 15                                                                          | 6                                                                           | 10                                                                          | 53                                                                          | 34                                                                          |

## Suècia 1958

### Primera fase: Grup 4
| Pos | Equip          | PJ | PG | PE | PP | GF | GC | GR    | Pts | Classificació                      |
| --- | -------------- | -- | -- | -- | -- | -- | -- | ----- | --- | ---------------------------------- |
| 1   | Brasil         | 3  | 2  | 1  | 0  | 5  | 0  | —     | 5   | Avança a la segona fase            |
| 2   | Unió Soviètica | 3  | 1  | 1  | 1  | 4  | 4  | 1,000 | 3   | Van disputar un partit de desempat |
| 3   | Anglaterra     | 3  | 0  | 3  | 0  | 4  | 4  | 1,000 | 3   | Van disputar un partit de desempat |
| 4   | Àustria        | 3  | 0  | 1  | 2  | 2  | 7  | 0,286 | 1   |                                    |

| Unió Soviètica               | 2–2     | Anglaterra                  |
| ---------------------------- | ------- | --------------------------- |
| Simonyan 13' · A. Ivanov 56' | Informe | Kevan 66' · Finney 85' (p.) |

| Unió Soviètica            | 2–0     | Àustria |
| ------------------------- | ------- | ------- |
| Ilyin 15' · V. Ivanov 62' | Informe |         |

| Brasil       | 2–0     | Unió Soviètica |
| ------------ | ------- | -------------- |
| Vavá 3', 77' | Informe |                |

Partit pel segon lloc:
| Unió Soviètica | 1–0     | Anglaterra |
| -------------- | ------- | ---------- |
| Ilyin 69'      | Informe |            |

### Segona fase

#### Quarts de final
| Suècia                     | 2–0     | Unió Soviètica |
| -------------------------- | ------- | -------------- |
| Hamrin 49' · Simonsson 88' | Informe |                |

## Xile 1962

### Primera fase: Grup 1
| Pos | Equip          | PJ | PG | PE | PP | GF | GC | GR    | Pts | Classificació           |
| --- | -------------- | -- | -- | -- | -- | -- | -- | ----- | --- | ----------------------- |
| 1   | Unió Soviètica | 3  | 2  | 1  | 0  | 8  | 5  | 1,600 | 5   | Avança a la segona fase |
| 2   | Iugoslàvia     | 3  | 2  | 0  | 1  | 8  | 3  | 2,667 | 4   | Avança a la segona fase |
| 3   | Uruguai        | 3  | 1  | 0  | 2  | 4  | 6  | 0,667 | 2   |                         |
| 4   | Colòmbia       | 3  | 0  | 1  | 2  | 5  | 11 | 0,455 | 1   |                         |

| Unió Soviètica              | 2–0     | Iugoslàvia |
| --------------------------- | ------- | ---------- |
| Ivanov 51' · Ponedelnik 83' | Informe |            |

| Unió Soviètica                                  | 4–4     | Colòmbia                                            |
| ----------------------------------------------- | ------- | --------------------------------------------------- |
| Ivanov 8', 11' · Chislenko 10' · Ponedelnik 56' | Informe | Aceros 21' · Coll 68' (o.) · Rada 72' · Klinger 86' |

| Unió Soviètica           | 2–1     | Uruguai   |
| ------------------------ | ------- | --------- |
| Mamykin 38' · Ivanov 89' | Informe | Sasía 54' |

### Segona fase

#### Quarts de final
| Xile                       | 2–1     | Unió Soviètica |
| -------------------------- | ------- | -------------- |
| L. Sánchez 11' · Rojas 29' | Informe | Chislenko 26'  |

## Anglaterra 1966

### Primera fase: Grup 4
| Pos | Equip          | PJ | PG | PE | PP | GF | GC | GR    | Pts | Classificació           |
| --- | -------------- | -- | -- | -- | -- | -- | -- | ----- | --- | ----------------------- |
| 1   | Unió Soviètica | 3  | 3  | 0  | 0  | 6  | 1  | 6,000 | 6   | Avança a la segona fase |
| 2   | Corea del Nord | 3  | 1  | 1  | 1  | 2  | 4  | 0,500 | 3   | Avança a la segona fase |
| 3   | Itàlia         | 3  | 1  | 0  | 2  | 2  | 2  | 1,000 | 2   |                         |
| 4   | Xile           | 3  | 0  | 1  | 2  | 2  | 5  | 0,400 | 1   |                         |

| Unió Soviètica                        | 3–0     | Corea del Nord |
| ------------------------------------- | ------- | -------------- |
| Malofeyev 31', 88' · Banishevskiy 33' | Informe |                |

| Unió Soviètica | 1–0     | Itàlia |
| -------------- | ------- | ------ |
| Chislenko 57'  | Informe |        |

| Unió Soviètica    | 2–1     | Xile       |
| ----------------- | ------- | ---------- |
| Porkuyan 28', 85' | Informe | Marcos 32' |

### Segona fase

#### Quarts de final
| Unió Soviètica              | 2–1     | Hongria  |
| --------------------------- | ------- | -------- |
| Chislenko 5' · Porkuyan 46' | Informe | Bene 57' |

#### Semifinals
| Alemanya Occidental          | 2–1     | Unió Soviètica |
| ---------------------------- | ------- | -------------- |
| Haller 43' · Beckenbauer 67' | Informe | Porkuyan 88'   |

#### Partit pel tercer lloc
| Portugal                      | 2–1     | Unió Soviètica |
| ----------------------------- | ------- | -------------- |
| Eusébio 12' (p.) · Torres 89' | Informe | Malofeyev 43'  |

## Mèxic 1970

### Primera fase: Grup 1
| Pos | Equip          | PJ | PG | PE | PP | GF | GC | DG | Pts | Classificació           |
| --- | -------------- | -- | -- | -- | -- | -- | -- | -- | --- | ----------------------- |
| 1   | Unió Soviètica | 3  | 2  | 1  | 0  | 6  | 1  | +5 | 5   | Avança a la segona fase |
| 2   | Mèxic          | 3  | 2  | 1  | 0  | 5  | 0  | +5 | 5   | Avança a la segona fase |
| 3   | Bèlgica        | 3  | 1  | 0  | 2  | 4  | 5  | −1 | 2   |                         |
| 4   | El Salvador    | 3  | 0  | 0  | 3  | 0  | 9  | −9 | 0   |                         |

| Mèxic | 0–0     | Unió Soviètica |
| ----- | ------- | -------------- |
|       | Informe |                |

| Unió Soviètica                                      | 4–1     | Bèlgica     |
| --------------------------------------------------- | ------- | ----------- |
| Bixovets 14', 63' · Assatiani 57' · Khmelnitski 76' | Informe | Lambert 86' |

| Unió Soviètica    | 2–0     | El Salvador |
| ----------------- | ------- | ----------- |
| Bixovets 51', 74' | Informe |             |

### Segona fase

#### Quarts de final
| Unió Soviètica | 0–1 (pr.) | Uruguai        |
| -------------- | --------- | -------------- |
|                | Informe   | Espárrago 117' |

## Espanya 1982

### Primera fase: Grup 6
| Pos | Equip          | PJ | PG | PE | PP | GF | GC | DG  | Pts | Classificació           |
| --- | -------------- | -- | -- | -- | -- | -- | -- | --- | --- | ----------------------- |
| 1   | Brasil         | 3  | 3  | 0  | 0  | 10 | 2  | +8  | 6   | Avança a la segona fase |
| 2   | Unió Soviètica | 3  | 1  | 1  | 1  | 6  | 4  | +2  | 3   | Avança a la segona fase |
| 3   | Escòcia        | 3  | 1  | 1  | 1  | 8  | 8  | 0   | 3   |                         |
| 4   | Nova Zelanda   | 3  | 0  | 0  | 3  | 2  | 12 | −10 | 0   |                         |

| Brasil                  | 2–1     | Unió Soviètica |
| ----------------------- | ------- | -------------- |
| Sócrates 76' · Éder 89' | Informe | Bal 34'        |

| Unió Soviètica                            | 3–0     | Nova Zelanda |
| ----------------------------------------- | ------- | ------------ |
| Gavrílov 24' · Blokhin 48' · Baltacha 68' | Informe |              |

| Unió Soviètica               | 2–2     | Escòcia                  |
| ---------------------------- | ------- | ------------------------ |
| Txivadze 59' · Shengelia 84' | Informe | Jordan 15' · Souness 86' |

### Segona fase: Grup A
| Pos | Equip          | PJ | PG | PE | PP | GF | GC | DG | Pts | Classificació          |
| --- | -------------- | -- | -- | -- | -- | -- | -- | -- | --- | ---------------------- |
| 1   | Polònia        | 2  | 1  | 1  | 0  | 3  | 0  | +3 | 3   | Avança a la fase final |
| 2   | Unió Soviètica | 2  | 1  | 1  | 0  | 1  | 0  | +1 | 3   |                        |
| 3   | Bèlgica        | 2  | 0  | 0  | 2  | 0  | 4  | −4 | 0   |                        |

| Bèlgica | 0–1     | Unió Soviètica |
| ------- | ------- | -------------- |
|         | Informe | Oganesian 48'  |

| Unió Soviètica | 0–0     | Polònia |
| -------------- | ------- | ------- |
|                | Informe |         |

## Mèxic 1986

### Primera fase: Grup C
| Pos | Equip          | PJ | PG | PE | PP | GF | GC | DG | Pts | Classificació                      |
| --- | -------------- | -- | -- | -- | -- | -- | -- | -- | --- | ---------------------------------- |
| 1   | Unió Soviètica | 3  | 2  | 1  | 0  | 9  | 1  | +8 | 5   | Avança a la fase final             |
| 2   | França         | 3  | 2  | 1  | 0  | 5  | 1  | +4 | 5   | Avança a la fase final             |
| 3   | Hongria        | 3  | 1  | 0  | 2  | 2  | 9  | −7 | 2   | Opta a una plaça per la fase final |
| 4   | Canadà         | 3  | 0  | 0  | 3  | 0  | 5  | −5 | 0   |                                    |

| Unió Soviètica                                                                                   | 6–0     | Hongria |
| ------------------------------------------------------------------------------------------------ | ------- | ------- |
| Yakovenko 2' · Aleinikov 4' · Belànov 24' (p.) · Yaremchuk 66' · Dajka 73' (p.p.) · Rodionov 80' | Informe |         |

| França             | 1–1     | Unió Soviètica |
| ------------------ | ------- | -------------- |
| Luis Fernández 60' | Informe | Rats 53'       |

| Unió Soviètica            | 2–0     | Canadà |
| ------------------------- | ------- | ------ |
| Blokhin 58' · Zavarov 74' | Informe |        |

### Segona fase

#### Vuitens de final
| Unió Soviètica              | 3–4 (pr.) | Bèlgica                                               |
| --------------------------- | --------- | ----------------------------------------------------- |
| Belanov 27', 70', 111' (p.) | Informe   | Scifo 56' · Ceulemans 77' · Demol 102' · Claesen 110' |